# بلدية بريكولي
بلدية بريكولي (بالإنجليزية: Priekuļi Municipality)‏ هي بلدية في لاتفيا، تتبع لاتفيا، بلغ عدد سكانها 7٬870  نسمة، في 1 يناير 2017.

## التقسيمات الإدارية
- Liepa Parish [الإنجليزية]‏.